# Чемпионат Европы по спортивной акробатике 1982
4-й чемпионат Европы по спортивной акробатике прошёл в Лондоне, Великобритания, в 1982 году.
Результаты определялись по итогам выступлений европейских спортсменов в ходе проходившего чемпионата мира.

## Мужские акробатические прыжки

### Многоборье
| Ранг | Гимнаст            | Страна | Очки  |
| ---- | ------------------ | ------ | ----- |
| 1    | Александр Рассолин | СССР   | 29,39 |
| 2    | Игорь Брикман      | СССР   | 29,36 |
| 3    | Анджей Гарстка     | Польша | 28,82 |

### Первое упражнение
| Ранг | Гимнаст            | Страна         | Очки  |
| ---- | ------------------ | -------------- | ----- |
| 1    | Александр Рассолин | СССР           | 19,53 |
| 2    | Эрик Вуд           | Великобритания | 19,19 |
| 3    | Марин Цанков       | Болгария       | 19,03 |

### Второе упражнение
| Ранг | Гимнаст        | Страна   | Очки  |
| ---- | -------------- | -------- | ----- |
| 1    | Игорь Брикман  | СССР     | 19,76 |
| 2    | Анджей Гарстка | Польша   | 19,43 |
| 3    | Пламен Евтимов | Болгария | 19,33 |

## Мужские группы

### Многоборье
| Ранг | Команда                                                            | Страна   | Очки  |
| ---- | ------------------------------------------------------------------ | -------- | ----- |
| 1    | Виктор Куралесов, Виктор Быстров, Владимир Симонов, Капиз Измайлов | СССР     | 29,19 |
| 2    | Лешек Антонович, Богдан Зайоц, Войцех Цвитик, Анджей Яворовский    | Польша   | 29,05 |
| 3    | Алексей Спасов, Диан Георгиев, Станислав Киров, Валентин Петаков   | Болгария | 28,82 |

### Первое упражнение
| Ранг | Команда                                                            | Страна   | Очки  |
| ---- | ------------------------------------------------------------------ | -------- | ----- |
| 1    | Виктор Куралесов, Виктор Быстров, Владимир Симонов, Капиз Измайлов | СССР     | 19,53 |
| 2    | Лешек Антонович, Богдан Зайоц, Войцех Цвитик, Анджей Яворовский    | Польша   | 19,32 |
| 3    | Алексей Спасов, Диан Георгиев, Станислав Киров, Валентин Петаков   | Болгария | 19,16 |

### Второе упражнение
| Ранг | Команда                                                            | Страна   | Очки  |
| ---- | ------------------------------------------------------------------ | -------- | ----- |
| 1    | Виктор Куралесов, Виктор Быстров, Владимир Симонов, Капиз Измайлов | СССР     | 19,63 |
| 2    | Лешек Антонович, Богдан Зайоц, Войцех Цвитик, Анджей Яворовский    | Польша   | 19,49 |
| 3    | Алексей Спасов, Диан Георгиев, Станислав Киров, Валентин Петаков   | Болгария | 19,39 |

## Мужские пары

### Многоборье
| Ранг | Команда                                | Страна   | Очки  |
| ---- | -------------------------------------- | -------- | ----- |
| 1    | Сергей Петров, Юрий Тишлер             | СССР     | 29,38 |
| 2    | Славомир Кельбасинский, Криштоф Цвицек | Польша   | 29,06 |
| 3    | Иордан Аначков, Цветан Бояджиев        | Болгария | 28,95 |

### Первое упражнение
| Ранг | Команда                                | Страна   | Очки  |
| ---- | -------------------------------------- | -------- | ----- |
| 1    | С. Петров, Ю. Тишлер                   | СССР     | 19,66 |
| 2    | Иордан Аначков, Цветан Бояджиев        | Болгария | 19,49 |
| 3    | Славомир Кельбасинский, Криштоф Цвицек | Польша   | 19,40 |

### Второе упражнение
| Ранг | Команда                         | Страна         | Очки  |
| ---- | ------------------------------- | -------------- | ----- |
| 1    | С. Кельбасинский, К. Цвицек     | Польша         | 19,42 |
| 1    | С. Петров, Ю. Тишлер            | СССР           | 19,42 |
| 2    | Иордан Аначков, Цветан Бояджиев | Болгария       | 19,19 |
| 3    | Майк Купер, Гленн Морган        | Великобритания | 18,79 |

## Смешанные пары

### Многоборье
| Ранг | Команда                              | Страна   | Очки  |
| ---- | ------------------------------------ | -------- | ----- |
| 1    | Вадим Письменный, Илона Яранс        | СССР     | 29,40 |
| 1    | Бояна Ангелова, Димитр Минхев        | Болгария | 29,40 |
| 2    | Катаржина Корнобиш, Анджей Русковски | Польша   | 28,89 |
| 3    | Карин Шлинф, Петер Ландграф          | ФРГ      | 28,39 |

### Первое упражнение
| Ранг | Команда                   | Страна   | Очки  |
| ---- | ------------------------- | -------- | ----- |
| 1    | В. Письменный, И. Яранс   | СССР     | 19,70 |
| 2    | Б. Ангелова, Д. Минхев    | Болгария | 19,66 |
| 3    | К. Корнобиш, А. Русковски | Польша   | 19,33 |

### Второе упражнение
| Ранг | Команда                   | Страна   | Очки  |
| ---- | ------------------------- | -------- | ----- |
| 1    | В. Письменный, И. Яранс   | СССР     | 19,66 |
| 2    | Б. Ангелова, Д. Минхев    | Болгария | 19,60 |
| 3    | К. Корнобиш, А. Русковски | Польша   | 19,26 |

## Женские группы

### Многоборье
| Ранг | Команда                                               | Страна   | Очки  |
| ---- | ----------------------------------------------------- | -------- | ----- |
| 1    | Алевтина Никифорова, Любовь Клюкина, Галина Замыцкова | СССР     | 29,46 |
| 2    | Ирена Дунева, Нина Дудева, Яна Михайлова              | Болгария | 28,56 |
| 3    | Карен Шустер, Сабин Свобода, Кристин Хафнер           | ФРГ      | 28,29 |

### Первое упражнение
| Ранг | Команда                                               | Страна   | Очки  |
| ---- | ----------------------------------------------------- | -------- | ----- |
| 1    | Алевтина Никифорова, Любовь Клюкина, Галина Замыцкова | СССР     | 19,56 |
| 2    | Ирена Дунева, Нина Дудева, Яна Михайлова              | Болгария | 19,42 |
| 3    | Карен Шустер, Сабин Свобода, Кристин Хафнер           | ФРГ      | 18,96 |

### Второе упражнение
| Ранг | Команда                                                  | Страна   | Очки  |
| ---- | -------------------------------------------------------- | -------- | ----- |
| 1    | Алевтина Никифорова, Любовь Клюкина, Галина Замыцкова    | СССР     | 19,66 |
| 2    | Ирена Дунева, Нина Дудева, Яна Михайлова                 | Болгария | 19,43 |
| 3    | Тереза Корженяк, Жустина Пржибыславска, Рената Чайковска | Польша   | 19,32 |

## Женские пары

### Многоборье
| Ранг | Команда                                 | Страна   | Очки  |
| ---- | --------------------------------------- | -------- | ----- |
| 1    | Снежанна Андонова, Антуанета Милованова | Болгария | 29,40 |
| 1    | Светлана Мкртчян, Людмила Глазунова     | СССР     | 29,40 |
| 2    | Данюта Хвалобоговска, Малгожата Глуцек  | Польша   | 29,06 |
| 3    | Майке Беккер, Марита Шмидт              | ФРГ      | 28,05 |

### Первое упражнение
| Ранг | Команда                                 | Страна   | Очки  |
| ---- | --------------------------------------- | -------- | ----- |
| 1    | Снежанна Андонова, Антуанета Милованова | Болгария | 19,63 |
| 2    | Светлана Мкртчян, Людмила Глазунова     | СССР     | 19,60 |
| 3    | Данюта Хвалобоговска, Малгожата Глуцек  | Польша   | 19,40 |

### Второе упражнение
| Ранг | Команда                                 | Страна         | Очки  |
| ---- | --------------------------------------- | -------------- | ----- |
| 1    | Снежанна Андонова, Антуанета Милованова | Болгария       | 19,63 |
| 1    | Светлана Мкртчян, Людмила Глазунова     | СССР           | 19,63 |
| 2    | Данюта Хвалобоговска, Малгожата Глуцек  | Польша         | 19,43 |
| 3    | Карен Лезер, Денис Харгривс             | Великобритания | 18,86 |

## Женские акробатические прыжки

### Многоборье
| Ранг | Гимнаст         | Страна   | Очки  |
| ---- | --------------- | -------- | ----- |
| 1    | Мела Мустафова  | Болгария | 29,29 |
| 2    | Людмила Громова | СССР     | 29,09 |
| 3    | Елена Филиппова | Болгария | 28,76 |

### Первое упражнение
| Ранг | Гимнаст          | Страна   | Очки  |
| ---- | ---------------- | -------- | ----- |
| 1    | Людмила Громова  | СССР     | 19,42 |
| 2    | Мела Мустафова   | Болгария | 19,40 |
| 3    | Ева Самборовская | Польша   | 18,72 |

### Второе упражнение
| Ранг | Гимнаст          | Страна         | Очки  |
| ---- | ---------------- | -------------- | ----- |
| 1    | Людмила Громова  | СССР           | 19,53 |
| 1    | Мела Мустафова   | Болгария       | 19,53 |
| 2    | Дорота Поплавска | Польша         | 19,09 |
| 3    | Ким Хезерингтон  | Великобритания | 19.00 |